# Xertyn-X
Xertyn-X is een computerspel dat werd ontwikkeld door Attila Deák. Het spel werd in 1992 uitgebracht door Novosoft voor de Commodore 64. Het platformspel bestaat uit meerdere schermen. Het spel kan door maximaal één persoon gespeeld worden.